# Daley Blind
Daley Blind (Ámsterdam, 9 de marzo de 1990) es un futbolista neerlandés que juega como defensa en el Girona F. C. de la Primera División de España. Su padre es el exjugador del Ajax, Danny Blind.

## Trayectoria

### Ajax de Ámsterdam
Blind es producto de las divisiones inferiores del Ajax de Ámsterdam, equipo con el que firmó su primer contrato profesional a sus 17 años en 2007.
Su debut se produce en el duelo ante el FC Volendam el 7 de diciembre de 2008. Doce días después firmó una extensión de su contrato hasta el 30 de junio de 2013. Pero el 5 de enero de 2010 es cedido al FC Groningen por lo que resta de la temporada 2009-10.
A su retorno al Ajax se ha erigido en uno de los jugadores indiscutibles del plantel, llegando a jugar más de noventa partidos de liga. Con el club de Ámsterdam ha ganado cuatro ligas nacionales.

### Manchester United
El 30 de agosto de 2014 se confirmó que el Manchester United había acordado su traspaso por 17 millones de euros.

### Vuelta al Ajax
El 16 de julio de 2018 el Manchester United anunció que había llegado a un acuerdo con el Ajax para la vuelta del jugador al conjunto neerlandés. Esta segunda etapa duró hasta finales de 2022, ya que el 27 de diciembre el club anunció la finalización de su contrato el día 31, seis meses antes de lo previsto. En total disputó 333 partidos en los que anotó 13 goles y ganó, entre otros títulos, la Eredivisie en siete ocasiones.

### Bayern de Múnich y Girona
El 5 de enero de 2023 fichó por el Bayern de Múnich para lo que quedaba de temporada. Dejó el club al final de la misma después de haber jugado 157 minutos repartidos en cinco encuentros. Entonces siguió su carrera en el Girona F. C. con el que firmó por dos años.

## Selección nacional
El 13 de mayo de 2014 fue incluido por el entrenador de la selección de los Países Bajos, Louis van Gaal en la lista preliminar de 30 jugadores con miras a la Copa Mundial de Fútbol de 2014 en Brasil. Finalmente fue confirmado en la nómina definitiva de 23 jugadores el 31 de mayo. Blind tuvo un torneo destacado, jugando todos los partidos de su selección y ayudando a su equipo a alcanzar el tercer lugar.
El 24 de marzo de 2023, coincidiendo con el inicio de la clasificación para la Eurocopa 2024, alcanzó las cien internacionalidades. Acudió a la fase final del torneo en el que alcanzaron las semifinales, aunque solo jugó unos minutos en los octavos de final frente a Rumania. Ese acabó siendo el último de sus 108 partidos con Países Bajos, ya que en agosto de 2024 anunció su retiro internacional.

### Participaciones en Copas del Mundo
| Mundial                        | Sede   | Resultado        | Partidos | Goles |
| ------------------------------ | ------ | ---------------- | -------- | ----- |
| Copa Mundial de Fútbol de 2014 | Brasil | Tercer puesto    | 7        | 1     |
| Copa Mundial de Fútbol de 2022 | Catar  | Cuartos de final | 5        | 1     |

### Participaciones en Eurocopas
| Eurocopa      | Sede     | Resultado        | Partidos | Goles |
| ------------- | -------- | ---------------- | -------- | ----- |
| Eurocopa 2020 | Europa   | Octavos de final | 4        | 0     |
| Eurocopa 2024 | Alemania | Semifinales      | 1        | 0     |

## Estadísticas

### Clubes
Actualizado al último partido jugado el 15 de agosto de 2025.
| Club                               | Div.          | Temporada     | Liga  | Liga  | Copas nacionales | Copas nacionales | Torneos internacionales | Torneos internacionales | Total | Total |
| Club                               | Div.          | Temporada     | Part. | Goles | Part.            | Goles            | Part.                   | Goles                   | Part. | Goles |
| ---------------------------------- | ------------- | ------------- | ----- | ----- | ---------------- | ---------------- | ----------------------- | ----------------------- | ----- | ----- |
| A. F. C. Ajax · Países Bajos       | 1.ª           | 2008-09       | 5     | 0     | 0                | 0                | 1                       | 0                       | 6     | 0     |
| F. C. Groningen · Países Bajos     | 1.ª           | 2009-10       | 19    | 0     | ―                | ―                | ―                       | ―                       | 19    | 0     |
| F. C. Groningen · Países Bajos     | Total club    | Total club    | 19    | 0     | 0                | 0                | 0                       | 0                       | 19    | 0     |
| A. F. C. Ajax · Países Bajos       | 1.ª           | 2010-11       | 10    | 0     | 4                | 0                | 4                       | 0                       | 18    | 0     |
| A. F. C. Ajax · Países Bajos       | 1.ª           | 2011-12       | 21    | 0     | 2                | 0                | 3                       | 0                       | 26    | 0     |
| A. F. C. Ajax · Países Bajos       | 1.ª           | 2012-13       | 34    | 2     | 4                | 0                | 8                       | 0                       | 46    | 2     |
| A. F. C. Ajax · Países Bajos       | 1.ª           | 2013-14       | 29    | 1     | 7                | 0                | 8                       | 0                       | 44    | 1     |
| A. F. C. Ajax · Países Bajos       | 1.ª           | 2014-15       | 3     | 0     | 0                | 0                | ―                       | ―                       | 3     | 0     |
| Manchester United F. C. Inglaterra | 1.ª           | 2014-15       | 25    | 2     | 4                | 0                | ―                       | ―                       | 29    | 2     |
| Manchester United F. C. Inglaterra | 1.ª           | 2015-16       | 35    | 1     | 9                | 1                | 12                      | 0                       | 56    | 2     |
| Manchester United F. C. Inglaterra | 1.ª           | 2016-17       | 23    | 1     | 5                | 0                | 11                      | 0                       | 39    | 1     |
| Manchester United F. C. Inglaterra | 1.ª           | 2017-18       | 7     | 0     | 4                | 0                | 6                       | 1                       | 17    | 1     |
| Manchester United F. C. Inglaterra | Total club    | Total club    | 90    | 4     | 22               | 1                | 29                      | 1                       | 141   | 6     |
| A. F. C. Ajax · Países Bajos       | 1.ª           | 2018-19       | 34    | 5     | 5                | 1                | 18                      | 0                       | 57    | 6     |
| A. F. C. Ajax · Países Bajos       | 1.ª           | 2019-20       | 20    | 0     | 3                | 1                | 11                      | 0                       | 34    | 1     |
| A. F. C. Ajax · Países Bajos       | 1.ª           | 2020-21       | 23    | 1     | 3                | 0                | 8                       | 0                       | 34    | 1     |
| A. F. C. Ajax · Países Bajos       | 1.ª           | 2021-22       | 34    | 1     | 4                | 0                | 8                       | 1                       | 46    | 2     |
| A. F. C. Ajax · Países Bajos       | 1.ª           | 2022-23       | 13    | 0     | 1                | 0                | 5                       | 0                       | 19    | 0     |
| A. F. C. Ajax · Países Bajos       | Total club    | Total club    | 226   | 10    | 33               | 2                | 74                      | 1                       | 333   | 13    |
| Bayern de Múnich · Alemania        | 1.ª           | 2022-23       | 4     | 0     | 1                | 0                | 0                       | 0                       | 5     | 0     |
| Bayern de Múnich · Alemania        | Total club    | Total club    | 4     | 0     | 1                | 0                | 0                       | 0                       | 5     | 0     |
| Girona F. C. · España              | 1.ª           | 2023-24       | 34    | 1     | 3                | 2                | ―                       | ―                       | 37    | 3     |
| Girona F. C. · España              | 1.ª           | 2024-25       | 34    | 0     | 2                | 0                | 4                       | 0                       | 40    | 0     |
| Girona F. C. · España              | 1.ª           | 2025-26       | 1     | 0     | 0                | 0                | ―                       | ―                       | 1     | 0     |
| Girona F. C. · España              | Total club    | Total club    | 69    | 1     | 5                | 2                | 4                       | 0                       | 78    | 3     |
| Total carrera                      | Total carrera | Total carrera | 408   | 15    | 61               | 5                | 107                     | 2                       | 576   | 22    |
| 1. 2.                              |               |               |       |       |                  |                  |                         |                         |       |       |

## Palmarés

### Títulos nacionales
| Título                   | Club                    | País         | Año     |
| ------------------------ | ----------------------- | ------------ | ------- |
| Copa de los Países Bajos | A. F. C. Ajax           | Países Bajos | 2009-10 |
| Eredivisie               | A. F. C. Ajax           | Países Bajos | 2010-11 |
| Eredivisie               | A. F. C. Ajax           | Países Bajos | 2011-12 |
| Eredivisie               | A. F. C. Ajax           | Países Bajos | 2012-13 |
| Supercopa Johan Cruyff   | A. F. C. Ajax           | Países Bajos | 2013    |
| Eredivisie               | A. F. C. Ajax           | Países Bajos | 2013-14 |
| FA Cup                   | Manchester United F. C. | Inglaterra   | 2015-16 |
| Community Shield         | Manchester United F. C. | Inglaterra   | 2016    |
| Copa de la Liga          | Manchester United F. C. | Inglaterra   | 2016-17 |
| Copa de los Países Bajos | A. F. C. Ajax           | Países Bajos | 2018-19 |
| Eredivisie               | A. F. C. Ajax           | Países Bajos | 2018-19 |
| Supercopa Johan Cruyff   | A. F. C. Ajax           | Países Bajos | 2019    |
| Copa de los Países Bajos | A. F. C. Ajax           | Países Bajos | 2020-21 |
| Eredivisie               | A. F. C. Ajax           | Países Bajos | 2020-21 |
| Eredivisie               | A. F. C. Ajax           | Países Bajos | 2021-22 |
| Bundesliga               | Bayern de Múnich        | Alemania     | 2022-23 |

### Títulos internacionales
| Título                 | Club                    | Sede  | Año     |
| ---------------------- | ----------------------- | ----- | ------- |
| Liga Europa de la UEFA | Manchester United F. C. | Solna | 2016-17 |

### Distinciones individuales
| Distinción                             | Año  |
| -------------------------------------- | ---- |
| Futbolista del año en los Países Bajos | 2014 |